# Parastathes
Parastathes is een kevergeslacht uit de familie van de boktorren (Cerambycidae). De wetenschappelijke naam van het geslacht werd voor het eerst geldig gepubliceerd in 1956 door Breuning.

## Soorten
Parastathes omvat de volgende soorten:
- Parastathes apicalis (Aurivillius, 1925)
- Parastathes basalis (Gahan, 1907)
- Parastathes flavicans (Gahan, 1907)
- Parastathes moultoni (Aurivillius, 1914)
- Parastathes trusmadianus Vives, 2010